# Ziegelbach (Modenbach)
Der Ziegelbach ist ein fast ein Kilometer langer, südlicher und rechter Zufluss des Modenbachs am Ostrand des Annweiler-Albersweiler-Ausraums zum Neustädter Gebirgsrand im rheinland-pfälzischen Landkreis Südliche Weinstraße.

## Geographie

### Verlauf
Der Ziegelbach entspringt an der Ostflanke des Roßbergs nördlich der Passhöhe Dreimärker und fließt durchgängig in nördliche Richtung. Zudem bildet er auf gesamter Länge die Grenze zwischen zwei Waldexklaven, von denen die westliche zu Hainfeld und die östliche zu Edesheim gehört. Kurz vor seiner Mündung in den Modenbach unterquert der Ziegelbach die Landesstraße 506. Lediglich rund 100 Meter weiter abwärts mündet der Meisentalbach von der anderen Seite in den Modenbach.

### Einzugsgebiet
Das 0,637 km² große Einzugsgebiet des Ziegelbachs liegt überwiegend und zusammen mit fast dem gesamten Bachlauf im Annweiler-Albersweiler-Ausraum; ein großer Teil des rechten Einzugsgebiets liegt im Neustädter Gebirgsrand. Der Ziegelbach entwässert über den Modenbach, den Speyerbach und den Rhein zur Nordsee.
Das Einzugsgebiet ist vollständig bewaldet.

## Geschichte
Anfang 2023 fand eine nichtöffentliche Begehung entlang des Ziegelbachs und benachbarter Gewässer zur Entwicklung eines Präventionskonzepts hinsichtlich der Gefährdung durch Hochwasser statt.

## Tourismus
Kurz vor seiner Mündung wird der Ziegelbach von einem Wanderweg, der mit einem roten Punkt markiert ist, gekreuzt. In seinem näheren Einzugsgebiet befindet sich außerdem die vom Pfälzerwald-Verein betriebene Trifelsblick-Hütte.